# Ferrovie del Sud Est
Ferrovie del Sud Est (FSE) es una empresa ferroviaria de la región de Apulia, Italia. La empresa opera en la comuna sur de Lecce y en las provincias de Bari, Brindisi y Taranto. La empresa también opera líneas de autobuses. En agosto de 2016, Ferrovie dello Stato se hizo cargo de su red debido a problemas financieros en la empresa. La empresa ahora es propiedad total del Ministerio de Transporte de Italia.

## Líneas

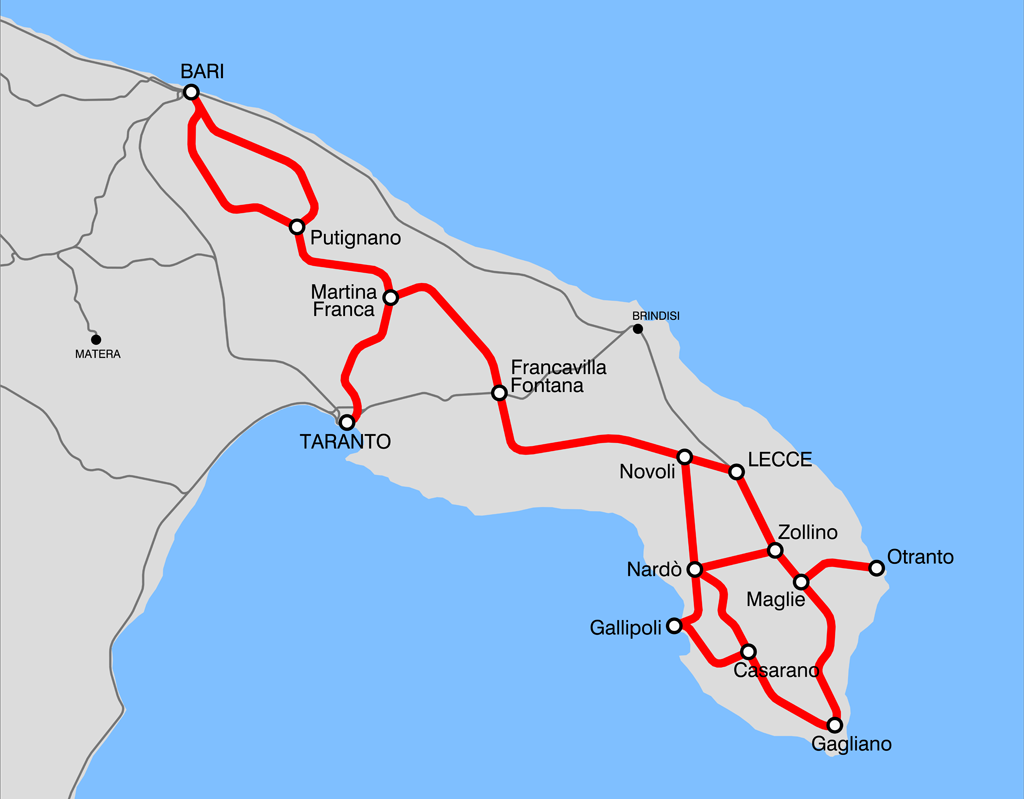
En rojo la Red de Ferrovie del Sud Est y en negro la red de Ferrovie dello Stato Italiane

FSE opera trenes en las siguientes rutas:
- Línea 1 Ferrocarril Bari – Martina Franca – Taranto y Ferrocarril Bari-Casamassima-Putignano
- Línea 2 del ferrocarril Martina Franca-Lecce
- Línea 3 del ferrocarril Novoli-Gagliano del Capo
- Línea 4 del ferrocarril Gallipoli-Casarano
- Línea 5 de tren Zollino-Gallipoli
- Línea 6 de ferrocarril Maglie-Gagliano del Capo
- Línea 7 del ferrocarril Lecce-Otranto

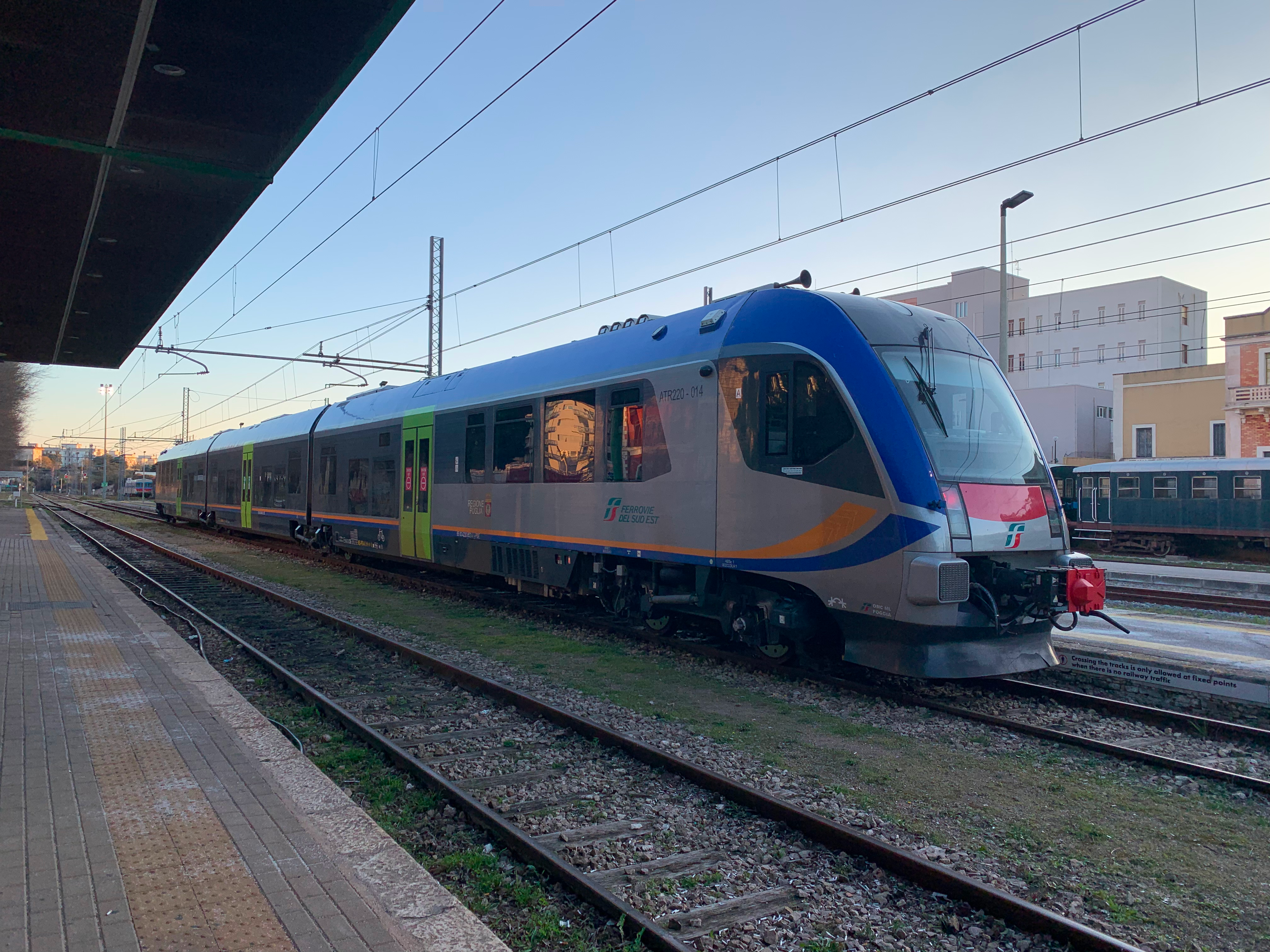
Un ATR 220 de Ferrovie del Sud Est en la estación Martina Franca